# Xelim tanzaniano
O xelim tanzaniano (TZS, sigla internacional) é a moeda da Tanzânia desde sua independência em 1964, quando substituiu a moeda colonial inglesa. Cada xelim divide-se em 100 sentis.
Para além do xelim e da moeda inglesa, no século XX a Tanzânia utilizou o marco alemão (“Reichsmark”) no período da Primeira Guerra Mundial e a moeda omanense, antes de 1914. Existem actualmente as moedas de 50 senti, 1, 5, 10, 20, 25, 50 e 100 xelins e as notas de 500, 1000,  5000 e 10000 xelins. Um dólar americano equivale a aproximadamente 1057 xelins tanzanianos, ou  seja, a nota com maior valor em circulação no país vale 9,67 dólares americanos ou 7,34 euros, ao câmbio de 7 de Janeiro de 2005.